# Żeliwiak

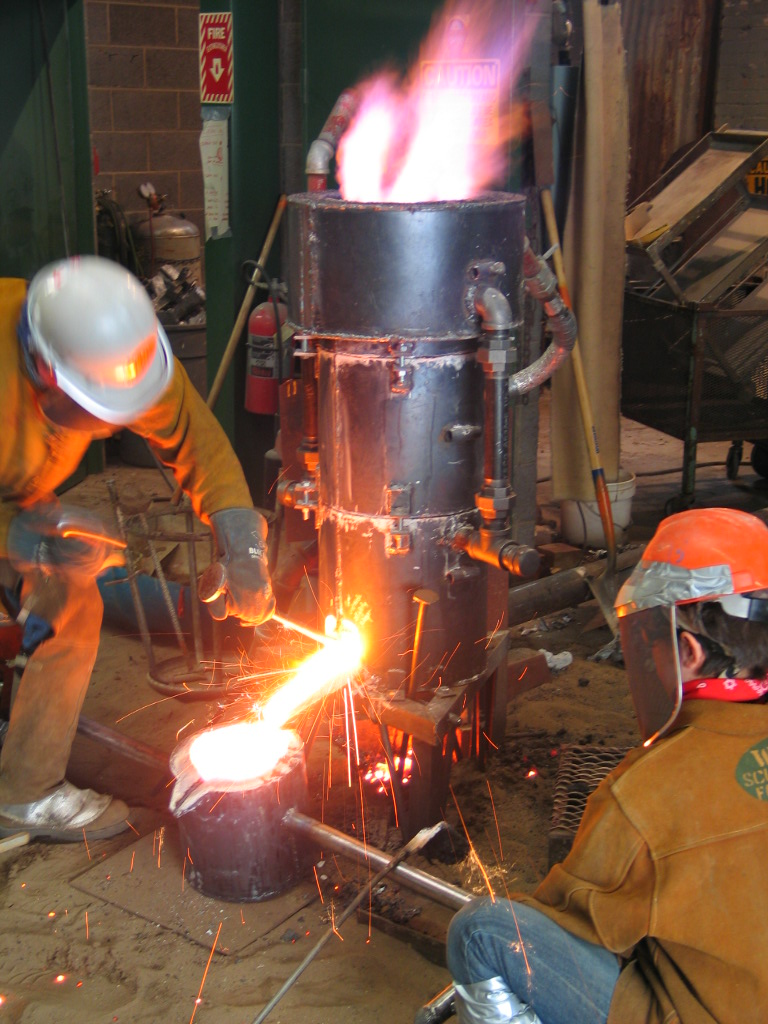
Niewielki żeliwiak używany w Wayne State University, Detroit, Michigan (USA)

Żeliwiak – piec hutniczy stosowany do wytopu żeliwa. Służy do przetapiania w nim surówki, z dodatkiem złomu żeliwnego lub stalowego, gdzie paliwem jest zmieszany razem z nimi koks.